# Dankowice (Slezské vojvodství)
Dankowice (německy Denkendorf, vilamovsky Denkiadiüf) jsou vesnice v jižním Polsku ve Slezském vojvodství v okrese Bílsko-Bělá v gmině Wilamowice. Leží ve Wilamovském podhůří na řece Dankówka, která se v severním cípu obce vlévá do Visly.
První písemná zmínka o Dankovicích pochází z roku 1326. Patřila k Osvětimskému knížectví a s ním byla součástí nejdřív Českého království, poté v letech 1457–1772 Polska, resp. polsko-litevské říše, a následně Habsburské monarchii. Z hlediska kulturně-geografického se řadí k Malopolsku, resp. Západní Haliči. Severní hranice obce, vyznačovaná Vislou, kopíruje bývalou rakousko-pruskou státní hranici.
Probíhá tudy železniční magistrála Krakov – Bohumín – Vídeň, aneb historická Severní dráha císaře Ferdinanda. V obci se nachází vlaková zastávka Dankowice, odkud v jízdním řádu 2017/2018 odjíždělo několik spojů do Čechovic-Dědic a přes Osvětim do Krakova.
Významnou hospodářskou roli zde hraje rybníkářství. Územím Dankovic se táhne velká rybniční soustava přesahující z tzv. Žabího kraje na Těšínsku.